# Gare de Villeneuve-Prairie
Pour les articles homonymes, voir Gare de Villeneuve.
La gare de Villeneuve-Prairie est une gare ferroviaire française fermée de la commune de Choisy-le-Roi (département du Val-de-Marne).

## Histoire

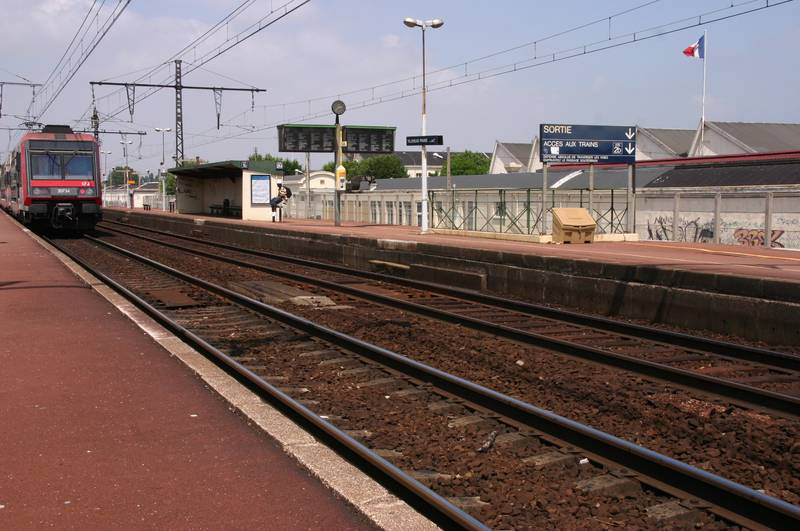
À gauche : voie 2B direction Paris ; à droite : voie 1B direction Villeneuve-Saint-Georges

La gare, située au point kilométrique (PK) 10,457 de la ligne de Paris-Lyon à Marseille-Saint-Charles, était desservie par les trains de la ligne D du RER.
Après la création de la marque Transilien en 1999, sa signalisation n'a été partiellement rénovée qu'au dernier trimestre 2009, le seul logo sur les panneaux de la gare restant, pendant plus de 10 ans, celui de la SNCF.
En 2006, sa fréquentation était estimée à 795 voyageurs par jour (selon les comptages de la SNCF). Cette faible fréquentation s'explique par l'implantation de la gare, excentrée par rapport aux zones d'habitation et d'activité. La gare desservait principalement le parc interdépartemental des sports  de Choisy-le-Roi et la partie nord de la gare de triage de Villeneuve-Saint-Georges.
La gare est fermée le 15 décembre 2013 lors de la mise en service de la gare de Créteil-Pompadour à Créteil située 800 m plus au nord.

## Intermodalité
Les lignes N132 et N134 du service de bus de nuit Noctilien ont un arrêt à proximité de la gare.